# الذروية
الذروية مقاطعة زراعية رقمها 13 في قضاء الزبير بمحافظة البصرة جنوب العراق، عند بداية شرق الطريق المتجة من الزبير إلى أم قصر، مساحتها 15760 دونماً عراقياً، منها 7400 دونم صالحة للزراعة، عدد سكانها 2079 نسمة حتى سنة 2022.